# Veszprémi 6 órás futás
A Veszprémi 6 órás futást 2003 óta rendezik meg az Erzsébet ligetet és az Erzsébet sétányt összekötő 1400 méteres hitelesített aszfaltos illetve térköves pályán. A pálya szintkülönbsége megközelítően 6 méter.
A Viking Sport Egyesület által megrendezett versenyen 2007 óta váltó versenyszám is van.
A 6 órás futás 2006-ban része volt a 6 órás Magyar Kupa versenysorozatnak.
2009-ben az V. Veszprémi 6 órás futás a Bécs-Pozsony-Budapest Szupermarathon előversenye lett, így 1-1 férfi ill. női versenyző ingyenes indulási lehetőséget nyer.

## Pályacsúcsok
- Férfi: Szalóky Róbert 80603 m (2007)
- Női: Kovács Réka (2006)

## Külső hivatkozások
A Veszprémi 6 órás futás hivatalos honlapja Archiválva 2020. november 30-i dátummal a Wayback Machine-ben